# Виола (футболист)
Па́уло Се́ржио Ро́за (порт. Paulo Sérgio Rosa; 1 января 1969 года, Сан-Паулу) — бразильский футболист, более известный как Виола (порт. Viola). Чемпион мира 1994 года в составе сборной Бразилии.

## Карьера
Виола — воспитанник клуба «Коринтианс». Он начал выступления в основном составе команды в 1988 году, заменяя Эдмара. В финале чемпионата штата Сан-Паулу, в матче с командой Гуарани, Виола вышел на поле, в очередной раз заменив Эдмара, и забил гол, который принёс его клубу победу в турнире. В 1989 году Виола получил травму, из-за которой пропустил 3 месяца, а затем потерял место в основе команды. В 1990 году он перешёл в клуб «Сан-Жозе», а на следующий сезон в «Олимпию».
В 1992 году Виола вернулся в «Коринтианс», где быстро стал игроком основного состава, а затем получил вызов в сборную Бразилии. В составе сборной он выиграл чемпионат мира 1994, гд провёл 1 матч, в финале со сборной Италии заменив на 106-й минуте Зиньо. На следующий год Виола выиграл в составе сборной чемпионат штата Сан-Паулу и Кубок Бразилии.
После удачного сезона, Виола покинул Бразилию и перешёл в испанскую «Валенсию», проведя там 1 сезон. Бразилец не смог адаптироваться к Европе и уехал на родину, перейдя в «Палмейрас». Там Виола не показывал былого уровня игры и, спустя год, перешёл в «Сантос». В составе «Сантоса» Виола вновь «заблистал»: он стал лучшим бомбардиром чемпионата Бразилии и Кубка КОНМЕБОЛ.
В 1999 году Виола перешёл в «Васко да Гаму», в составе которой выиграл чемпионат Бразилии и Кубок Меркосур. В 2001 году он ненадолго вернулся в «Сантос», а затем перешёл в турецкий «Газиантепспор» для заработка денег.
В 2004 году Виола перешёл в «Гуарани», с которой вылетел из серии А чемпионата Бразилии. После этого он перешёл в «Баию», являясь самым высокооплачиваемым игроком команды, с ежегодным доходом в 70 млн крузейро в месяц.. Но и этот клуб он не смог спасти от вылета в серию С.

## Достижения
- Чемпион штата Сан-Паулу: 1988, 1995
- Чемпион мира: 1994
- Обладатель Кубка Бразилии: 1995
- Обладатель Кубка КОНМЕБОЛ: 1998
- Победитель Турнира Рио-Сан-Паулу: 1999
- Чемпион Бразилии: 2000
- Обладатель Кубка Меркосур: 2000